# Eparchia Bhadravathi
Eparchia Bhadravathi (łac. Eparchia Bhadravathensis) – eparchia Kościoła katolickiego obrządku syromalabarskiego w Indiach. Została utworzona w 2007 z terenu eparchii Mananthavady.

## Główne świątynie
- Katedra: Katedra Małego Kwiatka w Narasimharajapurze

## Eparchowie
- Joseph Erumachadath MCBS (od 2007)